# Alex Ross Perry
Alex Ross Perry (Bryn Mawr, 14 luglio 1984) è un regista, sceneggiatore, attore e produttore cinematografico statunitense.
È uno dei rappresentanti del movimento mumblecore.

## Biografia
Nato e cresciuto in una famiglia ebrea a Bryn Mawr, in Pennsylvania, dopo il diploma si è trasferito a New York per frequentare la New York University. Si è laureato al programma di cinema della NYU nel 2006. Dal 2005 al 2007, Perry ha lavorato presso la videoteca dell'East Village Kim's Video, dove ha incontrato molte persone che in seguito avrebbero lavorato come troupe nei suoi film.
Nel 2009 dirige il suo primo lungometraggio, Impolex, commedia ispirata al romanzo di Thomas Pynchon L'arcobaleno della gravità. Il film è stato realizzato un budget di 15.000 dollari e girato in 16mm.
Il secondo lungometraggio di Perry, The Color Wheel, è una commedia nera influenzata dalle opere di Philip Roth.
Nel 2014 dirige la commedia Listen Up Philip, presentata in anteprima al Sundance Film Festival. L'anno successivo dirige il suo quarto film Queen of Earth, presentato al Festival di Berlino e distribuito in versione limitata e tramite video on demand dal 26 agosto 2015.
Al Sundance Film Festival 2017 viene presentato il suo quinto film da regista Golden Exits. Nello stesso anno ha diretto il videoclip per il singolo di Aly & AJ Take Me.
Dal 2016 è sposato con la visual artist Anna Bak-Kvapil.

## Filmografia

### Regista
- Impolex (2009)
- The Color Wheel (2011)
- Listen Up Philip (2014)
- Queen of Earth (2015)
- Golden Exits (2017)
- Her Smell (2018)
- Rite Here Rite Now (2024)

### Attore
- Tiny Furniture, regia di Lena Dunham (2010)
- Happy Life, regia di Michael M. Bilandic (2011)
- Green, regia di Sophia Takal (2011)
- The Color Wheel, regia di Alex Ross Perry (2011)
- Somebody Up There Likes Me, regia di Bob Byington (2012)
- 7 Chinese Brothers, regia di Bob Byington (2015)
- Devil Town, regia di Harvey Mitkas (2015)
- Un weekend al limite (Joshy), regia di Jeff Baena (2016)
- Easy – serie TV, 1 episodio (2017)

### Produttore
- Impolex, regia di Alex Ross Perry (2009)
- The Color Wheel, regia di Alex Ross Perry (2011)
- Queen of Earth, regia di Alex Ross Perry (2015)
- Golden Exits, regia di Alex Ross Perry (2017)
- Nostalgia, regia di Mark Pellington (2018)